# Finale della Coppa dei Campioni 1982-1983
La finale della 28ª edizione di Coppa dei Campioni si disputò il 25 maggio 1983 presso lo Stadio Olimpico di Atene tra i tedeschi occidentali dell'Amburgo e gli italiani della Juventus. All'incontro assistettero circa 73 500 spettatori. La partita, arbitrata dal rumeno Nicolae Rainea, vide la vittoria per 1-0 della squadra anseatica.

## Le squadre
| Squadre  | Partecipazioni precedenti (il grassetto indica la vittoria) |
| -------- | ----------------------------------------------------------- |
| Amburgo  | 1 (1980)                                                    |
| Juventus | 1 (1973)                                                    |

## Il cammino verso la finale

Lo juventino Paolo Rossi, capocannoniere dell'edizione, esulta nella vittoriosa partita di ritorno dei quarti di finale contro i detentori dell'Aston Villa.

L'Amburgo di Ernst Happel, partito in sordina nel tabellone ma via via emerso come solida realtà, debuttò ai sedicesimi contro i tedeschi orientali della BFC Dynamo, battendoli con un risultato complessivo di 3-1. Agli ottavi di finale incontrò i greci dell'Olympiacos, facilmente superati con un 5-0 totale. Ai quarti i sovietici della Dinamo Kiev furono battuti 3-0 in trasferta, un vantaggio che di fatto rese ininfluente la successiva sconfitta interna per 1-2 subìta al Volksparkstadion. In semifinale fu il turno dei campioni di Spagna della Real Sociedad, sconfitti complessivamente per 3-2 tra andata e ritorno, grazie a un gol messo a segno a 3' dal termine.
La Juventus di Giovanni Trapattoni, campione d'Italia, iniziò invece il cammino europeo contro i danesi dello Hvidovre, eliminandoli con un punteggio complessivo di 7-4. Agli ottavi di finale incontrò i belgi dello Standard Liegi, che furono sconfitti con un risultato aggregato di 3-1. Ai quarti di finale i Bianconeri legittimarono le loro ambizioni eliminando i detentori del trofeo, gli inglesi dell'Aston Villa, con un 5-2 complessivo frutto di due vittorie; in particolare, il 2-1 esterno ottenuto nella partita di andata al Villa Park rappresentò il primo successo juventino e, più in generale, di una squadra italiana oltre Manica in una competizione confederale. Infine, in semifinale, i polacchi del Widzew Łódź — rivelazione dell'edizione, peraltro giustizieri del Liverpool, all'epoca squadra ai vertici in Europa — si arresero ai piemontesi perdendo 2-0 al Comunale e pareggiando 2-2 allo Stadion Miejski.

## La partita
La partita di Atene, come prevedibile, si sviluppa molto sul piano tattico, visto che entrambi i tecnici, l'austriaco Happel — che in precedenza aveva eliminato tutte le squadre italiane incontrate in competizioni confederali, nonché la rappresentativa nazionale al campionato mondiale 1978 — e l'italiano Trapattoni, saranno ritenuti dalla stampa specializzata tra gli strateghi più affermati nella storia del calcio. La squadra bianconera vantava pressoché tutti i favori del pronostico — grazie a un'intelaiatura italiana reduce dalla vittoria al campionato del mondo 1982, cui si erano aggiunti in questa stagione due fuoriclasse stranieri quali il francese Michel Platini e il polacco Zbigniew Boniek, nonché un percorso da imbattuta verso la finale con il capocannoniere dell'edizione, Paolo Rossi, nelle proprie file —; per contrastare i torinesi, gli Hanseaten optarono per uno schieramento asimmetrico in cui Milewski venne spostato da sinistra a destra, con compiti da centrocampista aggiunto, per affiancarsi al regista Felix Magath e approfittare di quel lato del campo, mentre Groh sarebbe stato usato come «difensore alto» sulla zona sinistra del centrocampo, al fianco di Bastrup — inizialmente marcato a uomo da Gentile —, per contenere gli inserimenti di Cabrini, che si riveleranno decisamente più incisivi durante la ripresa.
All'inizio dell'incontro la squadra torinese ebbe la prima occasione per sbloccare il risultato con un colpo di testa di Bettega, su cross di Tardelli, deviato in angolo dal portiere avversario Uli Stein con un notevole intervento. La formazione tedesca passò in vantaggio al 9' con un insidioso tiro dalla distanza di Magath, insaccatosi alle spalle di Dino Zoff, il quale era all'ultima partita con la Juventus. Gli uomini di Trapattoni accusarono il colpo, trovandosi a dover imporre le proprie trame e a non poter contare sul gioco di rimessa. Con Bettega, Cabrini e Platini la squadra bianconera riuscì comunque a creare tre nitide palle-gol per il pareggio, tuttavia sciupate, e il portiere avversario Stein assurse a migliore in campo per via delle sue numerose parate.

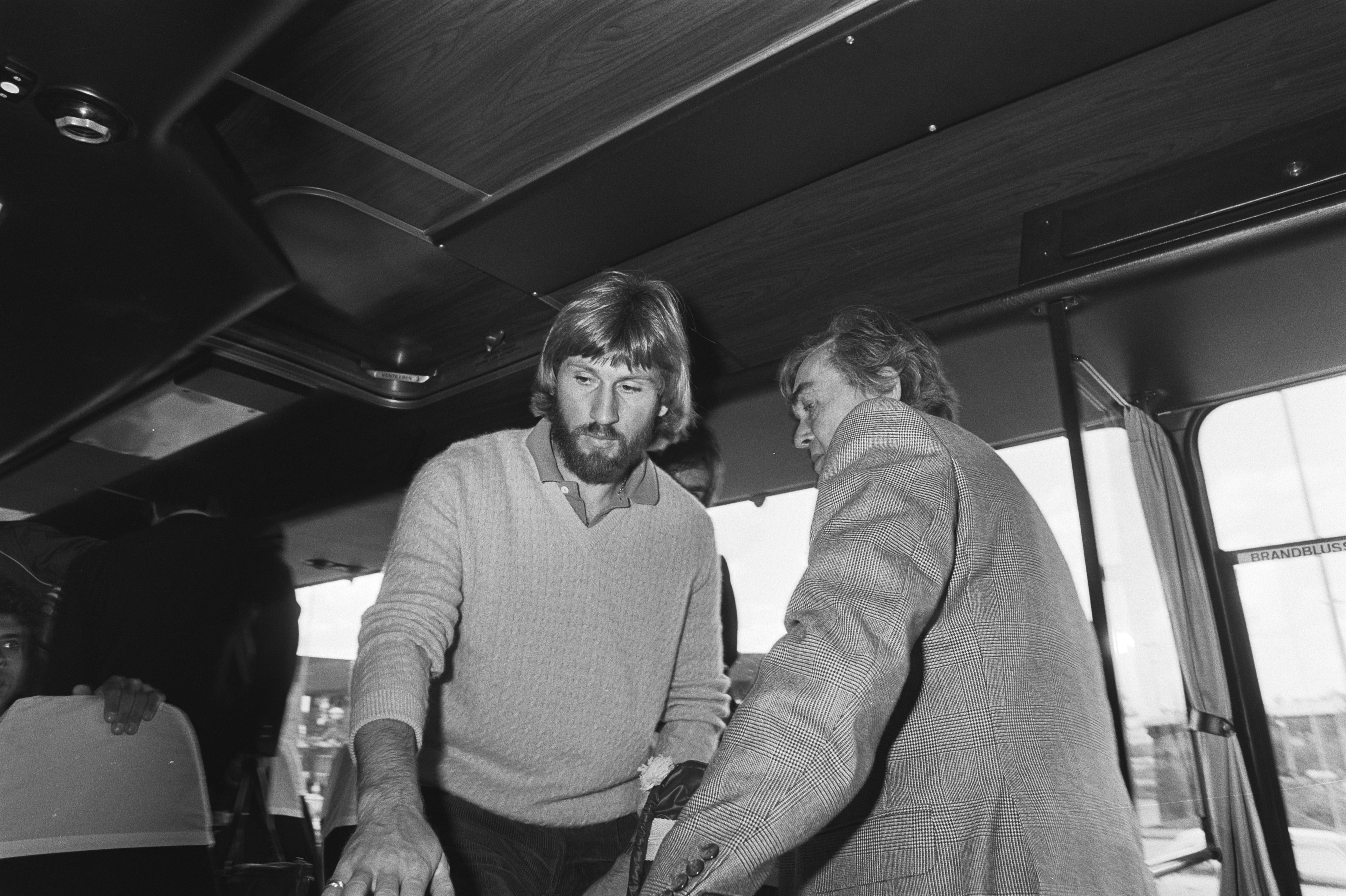
Il difensore Manfred Kaltz e il tecnico Ernst Happel, tra i protagonisti nel trionfo degli anseatici.

Nel secondo tempo, Trapattoni scambiò le posizioni di Bonini e Tardelli, e sostituì Rossi — che aveva patito oltremodo la fisicità della marcatura di Jakobs — per un più mobile Marocchino, avvicinando Bettega a un Platini in posizione ancora più avanzata; l'intento era quello di permettere alla Juventus di sviluppare con maggiore fluidità le manovre offensive oltre la metà campo avversaria, facendo uso di un intenso pressing in questa seconda frazione, atteggiamento a cui la squadra tedesca rispose con un ripiegamento delle linee e contropiedi quanto possibile.
Al 72' una triangolazione veloce tra Platini e Marocchino quasi carambolò in rete dopo l'intervento di Wehmeyer, mentre un minuto dopo i torinesi recriminano nei confronti dell'arbitro rumeno Nicolae Rainea — apparso insicuro sulle decisioni durante la gara — per un intervento subìto in area di rigore da Platini a opera di Stein, riconosciuto come falloso anche dai tedeschi dopo l'incontro.
Determinante per la vittoria dell'Amburgo fu la marcatura a uomo messa in atto da Wolfgang Rolff ai danni del regista juventino Platini, escludendolo di fatto dal gioco soprattutto nel primo tempo, mentre il resto della formazione tedesca poté contenere la maggior parte delle manovre offensive torinesi grazie a un atteggiamento difensivo che fece ampio ricorso alla trappola del fuorigioco: una variante tattica presa a prestito da Happel dal calcio totale olandese, e a quel tempo ancora sottoutilizzata nel panorama italiano (nonostante ciò, più di una irregolarità fischiata ai giocatori bianconeri divenne oggetto di discussione). Il risultato non cambiò fino al fischio finale, quando l'Amburgo alzò la prima e finora unica Coppa dei Campioni della sua storia; i teutonici, confermatisi anche campioni della Germania Occidentale, interruppero così un dominio inglese nella manifestazione continentale che (per merito di Liverpool, Nottingham Forest e Aston Villa) perdurava da sei anni.
Per l'allenatore Nils Liedholm, consultato da La Stampa al termine dell'incontro, entrambe le squadre disputarono una gara ad alti livelli, al punto che nessuna di esse era stata in grado di prevalere sull'altra, dimostrando ognuna concrete possibilità di vittoria.

## Tabellino
| Arbitro: | Rainea |

|           |           |  |
| Magath 9’ | Marcatori |  |

| Amburgo | Juventus |

### Formazioni
| Amburgo       |    |                   |     |     |
|               |    |                   |     |     |
| P             | 1  | Uli Stein         |     |     |
| D             | 2  | Manfred Kaltz     |     |     |
| D             | 3  | Bernd Wehmeyer    |     |     |
| D             | 4  | Ditmar Jakobs     |     |     |
| D             | 5  | Holger Hieronymus |     |     |
| C             | 6  | Wolfgang Rolff    | 35’ |     |
| C             | 7  | Jürgen Milewski   |     |     |
| C             | 8  | Jürgen Groh       | 39’ |     |
| A             | 9  | Horst Hrubesch    |     |     |
| C             | 10 | Felix Magath      |     |     |
| A             | 11 | Lars Bastrup      |     | 55’ |
| Sostituzioni: |    |                   |     |     |
| C             |    | Thomas von Heesen |     | 55’ |
| P             |    | Uwe Hain          |     |     |
| Allenatore:   |    |                   |     |     |
| Ernst Happel  |    |                   |     |     |

| Juventus            |    |                     |     |     |
|                     |    |                     |     |     |
| P                   | 1  | Dino Zoff           |     |     |
| D                   | 2  | Claudio Gentile     |     |     |
| D                   | 3  | Antonio Cabrini     | 39’ |     |
| C                   | 4  | Massimo Bonini      | 36’ |     |
| D                   | 5  | Sergio Brio         |     |     |
| D                   | 6  | Gaetano Scirea      |     |     |
| A                   | 7  | Roberto Bettega     |     |     |
| C                   | 8  | Marco Tardelli      |     |     |
| A                   | 9  | Paolo Rossi         |     | 55’ |
| C                   | 10 | Michel Platini      |     |     |
| A                   | 11 | Zbigniew Boniek     |     |     |
| Sostituzioni:       |    |                     |     |     |
| A                   | 12 | Domenico Marocchino |     | 55’ |
| Allenatore:         |    |                     |     |     |
| Giovanni Trapattoni |    |                     |     |     |